# Thecla ella
Thecla ella är en fjärilsart som beskrevs av Max Wilhelm Karl Draudt 1919. Thecla ella ingår i släktet Thecla och familjen juvelvingar. Inga underarter finns listade i Catalogue of Life.